# Léa Escoda
Léa Escoda, né le 2 septembre 1998, est une joueuse de pétanque française.

## Clubs
- ?-? : Amicale Bouliste Rochefort-du-Gard (Gard)
- ?-2018 : Association Sportive Salindroise (Gard)
- 2019- : Amicale Club Bouliste Barjacoise (Gard)

## Palmarès[1],[2]

### Séniors

#### Championnats de France
Championne de France
- Triplette 2016 (avec Fabienne Chapus et Muriel Scuderi) : Association Sportive Salindroise
- Triplette 2017 (avec Fabienne Chapus et Muriel Scuderi) : Association Sportive Salindroise